# Vojenský převrat v Nigeru (2023)
Během vojenského převratu v Nigeru v červenci 2023 byl nigerský prezident Mohamed Bazoum zadržen prezidentskou stráží a vlády se zmocnila Národní rada pro ochranu vlasti v čele s generálem Abdourahamanem Tchianim, který byl o dva dny později prohlášen novou hlavou státu.
Převrat odsoudila většina světových mocností, hospodářské hnutí ECOWAS hrozilo vojenským zásahem. Vojenskou vládu podpořily Mali, Burkina Faso a Guinea, ve kterých po převratech v minulých letech rovněž vládnou junty.

## Průběh
Od rána 26. července se objevovaly informace, že prezidentská stráž uvěznila prezidenta Bazouma s jeho ženou, synem a s ministrem vnitra v prezidentském paláci.
27. července proběhla v hlavním městě Niamey série protestů, demonstrující zapálili sídlo prezidentovy Nigerské strany pro demokracii a socialismus (PNDS), skandovali protifrancouzská hesla a někteří vyjadřovali podporu Rusku. Velení nigerské armády v čele s generálem Abdou Sidikou Issem vyjádřilo podporu převratu.
Generál Tiani 28. července vystoupil v nigerské státní televizi, kde byl představen jako předseda nově vzniklé Národní rady pro ochranu vlasti (CNSP). Zároveň bylo jedním z důstojníků armády oznámeno, že předseda rady je zároveň hlavou státu a zastupuje Niger v mezinárodních vztazích a že CNSP přebírá od vlády veškerou zákonodárnou a výkonnou moc. Tiani v projevu ospravedlnil puč zhoršující se bezpečnostní situací v zemi a požádal nigerský lid a mezinárodní partnery o pomoc a podporu.
Čadský prezident Mahamat Idriss Déby Itno podnikl 30. července diplomatickou návštěvu a setkal se se zadrženým prezidentem Bazoumem. Ve stejný den se konalo mimořádné zasedání západoafrického společenství ECOWAS, které dalo nigerské juntě týdenní ultimátum k propuštění prezidenta Bazouma a obnovení právního státu. Do té doby organizace oznámila přerušení styků s Nigerem včetně uzavření pozemních i vzdušných hranic a ke stejnému kroku vyzvala i ostatní místní organizace. V případě nedodržení výzvy nevyloučila použití síly.
Na stranu CNSP se 31. července postavili zástupci Mali, Burkiny Faso a později Guineje. Jakýkoliv zásah proti vojenské radě vládnoucí v Nigeru by se podle nich rovnal vyhlášení války. Mluvčí CNSP, plukovník Amadou Abdramane, tentýž den ve státní televizi oznámil, že Niger vypovídá celkem pět vojenských smluv s Francií z let 1977 až 2020, pozastavuje vývoz uranu a zlata, a obvinil Francii z příprav vojenského zásahu. Povolení k náletům podle něj Francie obdržela od Hassoumiho Massoudouma, ministra zahraničí svržené vlády. Šéfka francouzské diplomacie Catherine Colonnaová tyto zprávy popřela.
5. srpna, krátce před vypršením ultimáta, oznámili ministři obrany států ECOWAS, že mají připravený plán intervence, včetně toho, kde a kdy by státy společenství udeřily, pokud by sesazený prezident Bazoum nebyl propuštěn a dosazen zpět do úřadu. Proti vojenskému zásahu se ale vymezila většina Nigerijského senátu a také prezident Alžírska Abdelmadjid Tebboune, který vojenskou intervenci označil za hrozbu pro svoji zemi. Námitky proti intervenci vyslovila i Itálie, ministr zahraničí Antonio Tajani vyjádřil naději v prodloužení ultimáta. Nigerská junta výzvy států ECOWAS odmítla a před vypršením lhůty uzavřela vzdušný prostor země.

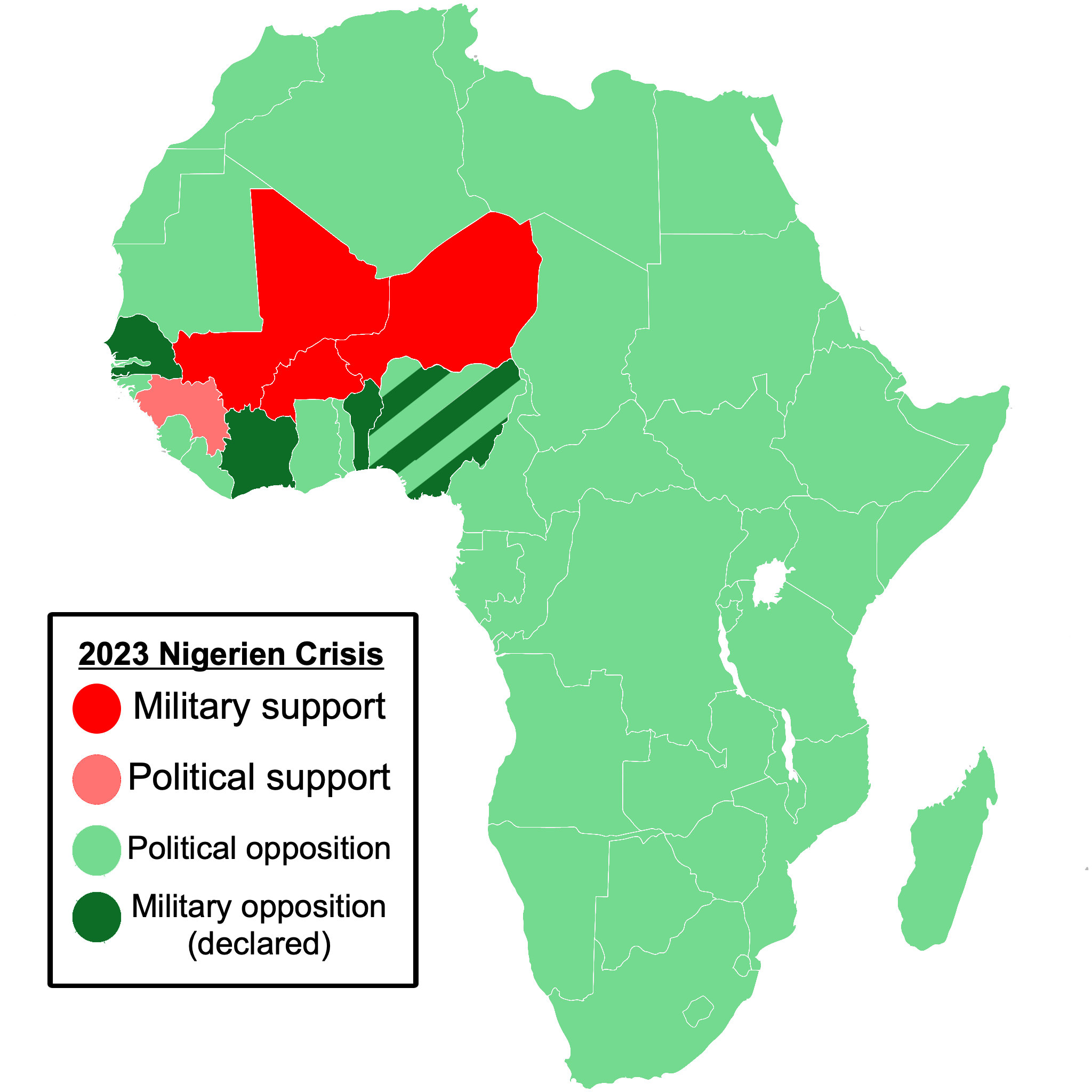
Vztah afrických zemí k převratu; červená: Niger a státy nabízející vojenskou podporu; slabě červená: politická podpora; světle zelená: politická opozice převratu; zelená: státy vyhlášivší vojenskou opozici.

Mali a Burkina Faso do Nigeru 7. srpna (den po skončení ultimáta) jako výraz solidarity vyslaly společnou delegaci. Ve stejný den navštívila zemi delegace amerického ministerstva zahraničí v čele s jeho náměstkyní Victorií Nulandovou. Americká delegace se podle ní setkala s odpůrci převratu i s některými čelnými představiteli junty, jejich požadavku o setkání se zadrženým prezidentem Bazoumem nabylo vyhověno. Pokusy o navázání mírových rozhovorů s pučisty označila Nulandová za "obtížné".
Dne 10. srpna 2023 společenství ECOWAS uspořádalo druhý mimořádný summit od začátku převratu v nigerijské metropoli Abuja. Zástupci států se shodli na dalším prosazování sankcí. Kromě toho byli ministři obrany členských států pověřeni sestavením pohotovostních jednotek, zápis z jednání ale zároveň zdůraznil potřebu diplomatického řešení. Na summitu nebyli přítomni zástupci Nigeru, Mali, Burkiny Faso a Guiney.
19. srpna jednali zástupci junty včetně jejího vůdce Tianiho s delegací společenství ECOWAS i se svrženým Mohamedem Bazoumem. Junta navrhla tříleté přechodné období vojenské vlády, což společenství ECOWAS odmítlo.

## Pozadí
Niger již dříve, od získání samostatnosti v roce 1960, zažil čtyři státní převraty v letech 1974, 1996, 1999 a 2010.
Mohamed Bazoum se stal prezidentem v roce 2021, kdy v druhém kole voleb jako kandidát vládnoucí PNDS porazil exprezidenta z let 1993-1996, jímž byl Mahamane Ousmane. Už krátce před jeho nástupem byl zmařen pokus o vojenský puč. Země se dlouhodobě potýká s útoky teroristických skupin napojených na Islámský stát a Al-Káidu.

## Reakce
- Generální tajemník OSN António Guterres vyzval k okamžitému propuštění Bazouma a vyzval k respektování právního státu.[3]
- Vysoký představitel Unie pro zahraniční věci a bezpečnostní politiku Josep Borrell označil převrat za „naprosté porušení demokratických principů, na kterých se zakládá rozdělení politické moci v regionu.“ Evropská unie podle něj v případě porušení ústavního pořádku odvolá veškerou materiální podporu země.[4]
- Předseda Komise Africké unie Moussa Faki Mahamat 26. července odsoudil převrat, vyzval k propuštění prezidenta Bazouma a vyzval nigerský lid, ekonomické společenství ECOWAS a zbytek světa ke stejným krokům.[21]
- Český ministr zahraničí Jan Lipavský na jednání ministrů zahraničí EU podpořil hledání diplomatického řešení situace.[22]
- Francouzský prezident Emmanuel Macron prohlásil, že Francie je připravena podpořit sankce proti Nigeru, požadoval propuštění Momameda Bazouma a označil převrat za nebezpečí pro celý region.[4]
- Britský ministr pro rozvoj a Afriku Andrew Mitchell oznámil, že Velká Británie pozastaví rozvojovou podporu, poskytovanou Nigeru, podporuje úsilí společenství ECOWAS obnovit demokracii v Nigeru a volá po propuštění prezidenta Bazouma, ale Spojené království podle něj nepřestane poskytovat humanitární pomoc.[23]
- Německé ministerstvo zahraničí odsoudilo násilný převrat.[3] Uzavření hranic a vzdušného prostoru znamená komplikaci pro odsun vojáků Bundeswehru z Mali. Hlavní město Niamey v dosud stabilním Nigeru bylo důležitým logistickým bodem pro všechny operace mírových misí, jelikož v okolních státech Burkina Faso a Mali proběhlo vícero převratů.[24] Snížení kontroly na hranici s Libyí může vést k nárůstu migračního proudu přes Středozemní moře.
- Ruský ministr zahraničí Sergej Lavrov označil převrat za protiústavní a prohlásil, že je potřeba v Nigeru obnovit pořádek.[25]
- Americký ministr zahraničí Anthony Blinken odsoudil dění v zemí a podpořil Mohameda Bazouma,[3] ale Spojené státy dosud situaci v zemi neoznačily za převrat.[26] USA po převratu pozastavily pomoc Nigeru určenou na rozvoj i bezpečnost v hodnotě přesahující sto milionů dolarů (2,2 miliardy korun).[12]
- Vůdce Wagnerovy skupiny, Jevgenij Prigožin, podpořil převrat a označil ho za "boj nigerského lidu proti kolonizátorům".[4] O zapojení Ruska nebo Wagnerovy skupiny do převratu podle USA nic nesvědčí.[3]